# Amin Affane
Amin Tareq Affane (Göteborg, 21 gennaio 1994) è un ex calciatore svedese, di ruolo centrocampista.

## Carriera

### Club
Nel luglio 2010, a 16 anni di età, è passato da una squadra minore del circondario di Göteborg agli inglesi del Chelsea. Ha perso parte del suo primo anno a Londra a causa degli infortuni, ma nel finale di stagione è riuscito a disputare una serie di partite con la formazione Under-18. Nell'aprile 2011 ha invece debuttato nella squadra riserve.
Il 30 agosto 2012 è stato ufficializzato il suo prestito annuale agli olandesi del Roda. Due giorni più tardi ha debuttato in Eredivisie contro il Willem II, subentrando nel corso del secondo tempo: in quell'occasione ha fornito un assist a Krisztián Németh ed è stato nominato uomo partita. Il 30 settembre ha realizzato il suo unico gol stagionale in campionato, nella sconfitta esterna sul campo del Groningen (3-2). A marzo è tornato in Inghilterra.
Chiuso anzitempo il rapporto con il Chelsea, Affane ha firmato un contratto con l'Energie Cottbus valido fino al 2016. A fine stagione ha lasciato il club, retrocesso in terza serie, per approdare al Wolfsburg II, che in quell'anno giocava nel quarto campionato nazionale (Regionalliga Nord). Il 31 agosto 2015 è diventato ufficiale il suo passaggio all'Arminia Bielefeld, militante in 2. Bundesliga.
Nel gennaio 2016 l'AIK ha trovato l'accordo con l'Arminia Bielefeld per il trasferimento di Affane, che è stato ufficialmente presentato come nuovo acquisto. La sua permanenza in nerogiallo è durata due anni, durante i quali ha collezionato 34 presenze in campionato, rimanendo talvolta seduto in panchina per tutto l'incontro. L'unico gol con la maglia dell'AIK lo ha realizzato su punizione al Gamla Ullevi contro la sua futura squadra, l'IFK Göteborg, il 10 agosto 2017.
Prima dell'inizio della stagione 2018 ha chiesto e ottenuto di passare all'IFK Göteborg, club della sua città natale. Al primo anno in biancoblu ha giocato 20 partite di Allsvenskan realizzando una rete. Nel 2019, in poco più di metà campionato, ha collezionato 8 presenze di cui solo una da titolare. Il 13 agosto, ultimo giorno della finestra estiva del mercato svedese, al fine di trovare più spazio si è trasferito in prestito all'Örgryte, altra squadra della città di Göteborg ma militante nella seconda serie nazionale. Rientrato all'IFK Göteborg, in tutta l'Allsvenskan 2020 ha collezionato solo cinque presenze, tutte da subentrante, poi le due parti hanno rescisso il contratto.

### Nazionale
Nonostante abbia fatto parte delle nazionali svedesi Under-17 e Under-19, Affane è eleggibile per essere convocato anche nella selezione marocchina, avendo origini nordafricane. Nel 2017 è stato incluso tra i convocati dell'Under-21 svedese per gli Europei di quell'anno, ma non è stato mai schierato in campo nella competizione.